# Giants Stadium
Le Giants Stadium (surnommé The Meadowlands) était un stade de football américain situé dans le Meadowlands Sports Complex à East Rutherford dans le New Jersey en banlieue ouest de New York.
Il abritait deux équipes de football américain de la National Football League, les Giants de New York de la National Football Conference y jouèrent de 1976 à 2009 alors que les Jets de New York de la American Football Conference y furent de 1984 à 2010. De 1996 à 2009, il accueillit les Red Bull New York en football (soccer) qui évoluent en Major League Soccer. Le Giants Stadium a également été le domicile de plusieurs équipes de football américain et de soccer appartenant à des ligues mineures comme les New York Cosmos (NASL) de 1977 à 1984, les New Jersey Generals (USFL) de 1983 à 1985, les New York/New Jersey Knights (WLAF) de 1991 à 1992 et les New York/New Jersey Hitmen (XFL) en 2001. Sa capacité était de 80 242 places pour le football américain, ce qui en faisait le deuxième plus grand stade dans la NFL derrière le FedEx Field (91 704 places). C'était aussi le huitième plus vieux stade de la ligue si on ne comptait pas le Soldier Field à Chicago qui a été reconstruit. Il possédait 119 suites de luxe et 142 sièges de club. Le stade était entouré de parkings pouvant contenir 24 800 places.

## Histoire
Vers la fin des années 1960, après avoir joué au Yankee Stadium pendant beaucoup d'années, un écrivain sportif local a proposé une idée pour un nouveau complexe sportif qui inclurait un stade de football américain. Les Giants de New York se sont immédiatement intéressés à cette idée pour qu'elle devienne une réalité. L'équipe était lassée de jouer dans le Yankee Stadium avec les Yankees de New York de la Ligue majeure de baseball et ce stade était surtout construit pour le baseball. En août 1971, les Giants de New York ont signé un bail de 30 ans pour le nouveau stade. Construit dans le Meadowlands Sports Complex, près de New York dans le New Jersey. La construction a officiellement commencé le 19 novembre 1972. À l'origine programmé pour être accompli en 1975, plusieurs obstacles ont forcé l'ouverture du stade à être repoussés.
Le Giants Stadium fut inauguré le 10 octobre 1976 devant 76 042 personnes qui ont assisté à la défaite des Giants de New York face aux Cowboys de Dallas sur le score de 24 à 14. Le 23 octobre 1976, les Rutgers Scarlet Knights de l'université Rutgers (New Jersey) infligeait un sévère défaite 47-0 aux Columbia Lions de l'université Columbia de New York. Le stade fut conçu par la firme architectural Kivett & Myers (aujourd'hui HNTB) et son coût de construction était de 78 millions $ de dollars. Les Giants de New York étaient les locataires principaux au stade jusqu'en 1984, quand les Jets de New York ont déménagé depuis le Shea Stadium. Le mouvement des Jets de New York au Giants Stadium n'était pas une décision très sage de l'équipe pendant leur première saison. Pendant les matchs des Jets, les tribunes étaient à moitié vides. Pour s'accommoder aux événements variés, le Giants Stadium a possédé plusieurs surfaces de jeu dans son histoire. L'AstroTurf était la surface originale du terrain de jeu. Cette surface a été recouverte de Bermuda grass pendant la Coupe du monde de football de 1994. Depuis 2002, la surface est faite d'une nouvelle pelouse artificielle de type FieldTurf. Le stade possède un restaurant qui peut asseoir 2 000 personnes.
Il a aussi organisé de nombreux matchs de football américain universitaire comme le Garden State Bowl de 1978 à 1981, le Kickoff Classic de 1983 à 2002 et le New York Urban League Classic depuis 2001. Neuf matchs de la Coupe du monde de football de 1994 dont une demi-finale ont eu lieu au Giants Stadium ainsi que certains de la Coupe du monde de football féminin de 1999. En 2003, la Supercoupe d'Italie, un match entre le vainqueur du championnat et de la coupe s'est déroulé dans le stade avec la victoire de la Juventus Football Club sur Milan AC. En 2005, de nombreux matchs dont la finale de la Gold Cup 2005 y ont été joués ici.
Les concerts ont aussi été une partie de l'expérience du Giants Stadium, de nombreux artistes comme The Jacksons, Bruce Springsteen, Grateful Dead, Depeche Mode et Bon Jovi ont joué dans cette enceinte. Bruce Springsteen a joué 10 nuits durant The Rising tour pendant l'été de 2003. La majorité du clip de la chanson "Paradise City" de Guns N' Roses a été filmé au stade en 1988.
Le record d'affluence du stade a eu lieu le 24 septembre 2009, lors du second concert de la tournée 360° du groupe irlandais U2 avec 84 472 spectateurs.

### Coupes du monde de football
| Date            | Tour         | Équipe 1             | Score            | Équipe 2             |
| --------------- | ------------ | -------------------- | ---------------- | -------------------- |
| 18 juin 1994    | 1er tour     | Italie               | 0 - 1            | République d'Irlande |
| 23 juin 1994    | 1er tour     | Italie               | 1 - 0            | Norvège              |
| 25 juin 1994    | 1er tour     | Arabie saoudite      | 2 - 1            | Maroc                |
| 28 juin 1994    | 1er tour     | République d'Irlande | 0 - 0            | Norvège              |
| 5 juillet 1994  | 8e de finale | Mexique              | 1 - 1 1t. a. b.3 | Bulgarie             |
| 10 juillet 1994 | ¼ de finale  | Bulgarie             | 2 - 1            | Allemagne            |
| 13 juillet 1994 | ½ finale     | Italie               | 2 - 1            | Bulgarie             |

| Date         | Groupe | Équipe 1   | Score | Équipe 2  |
| ------------ | ------ | ---------- | ----- | --------- |
| 19 juin 1999 | A      | États-Unis | 3 - 0 | Danemark  |
| 19 juin 1999 | B      | Brésil     | 7 - 1 | Mexique   |
| 26 juin 1999 | C      | Canada     | 1 - 4 | Russie    |
| 26 juin 1999 | D      | Chine      | 3 - 1 | Australie |

### Nouveau stade
Le 29 septembre 2005, il a été annoncé que le Giants Stadium serait remplacé par un nouveau stade de 1,4 milliard $ de dollars programmé pour être ouvert en 2010. Le New Meadowlands Stadium comportera 82 500 places, 10 000 sièges de club et 217 suites de luxe. Les Jets de New York avaient prévu de déménager dans un nouveau stade couvert à Manhattan en 2010. Cependant, avec la défaite politique en juin 2005 du plan West Side Stadium, les Jets ont fini par consentir à partager le New Meadowlands Stadium avec les Giants. Le 25 janvier 2007, le constructeur suédois Skanska a annoncé qu'il recevrait 998 millions $ USD pour la conception et la construction du New Meadowlands Stadium.

## Événements
- Garden State Bowl, 1978 à 1981 ;
- Kickoff Classic, 1983 à 2002 ;
- Concert de Madonna (Who's That Girl Tour), le 9 août 1987 ;
- Matchs de la Coupe du monde de football de 1994 ;
- Visite du Pape Jean-Paul II, le 5 octobre 1995 (82 948 spectateurs) ;
- Matchs de la Coupe du monde de football féminin 1999 ;
- Supercoupe d'Italie 2003 (Juventus - AC Milan) ;
- Gold Cup 2005 ;
- Gold Cup 2007 ;
- Live Earth, le 7 juillet 2007[5] ;
- Inside Lacrosse Big City Classic, le 4 avril 2009 ;
- Gold Cup 2009 ;
- Concerts de U2 (U2 360° Tour)  avec Muse en première partie, les 23 et 24 septembre 2009[4] ;
- Concerts entre autres de The Jackson Five, Bruce Springsteen[6], AC/DC, Grateful Dead, Depeche Mode, Bon Jovi, Guns N' Roses, Green Day.

## Galerie

Vues du Giants Stadium
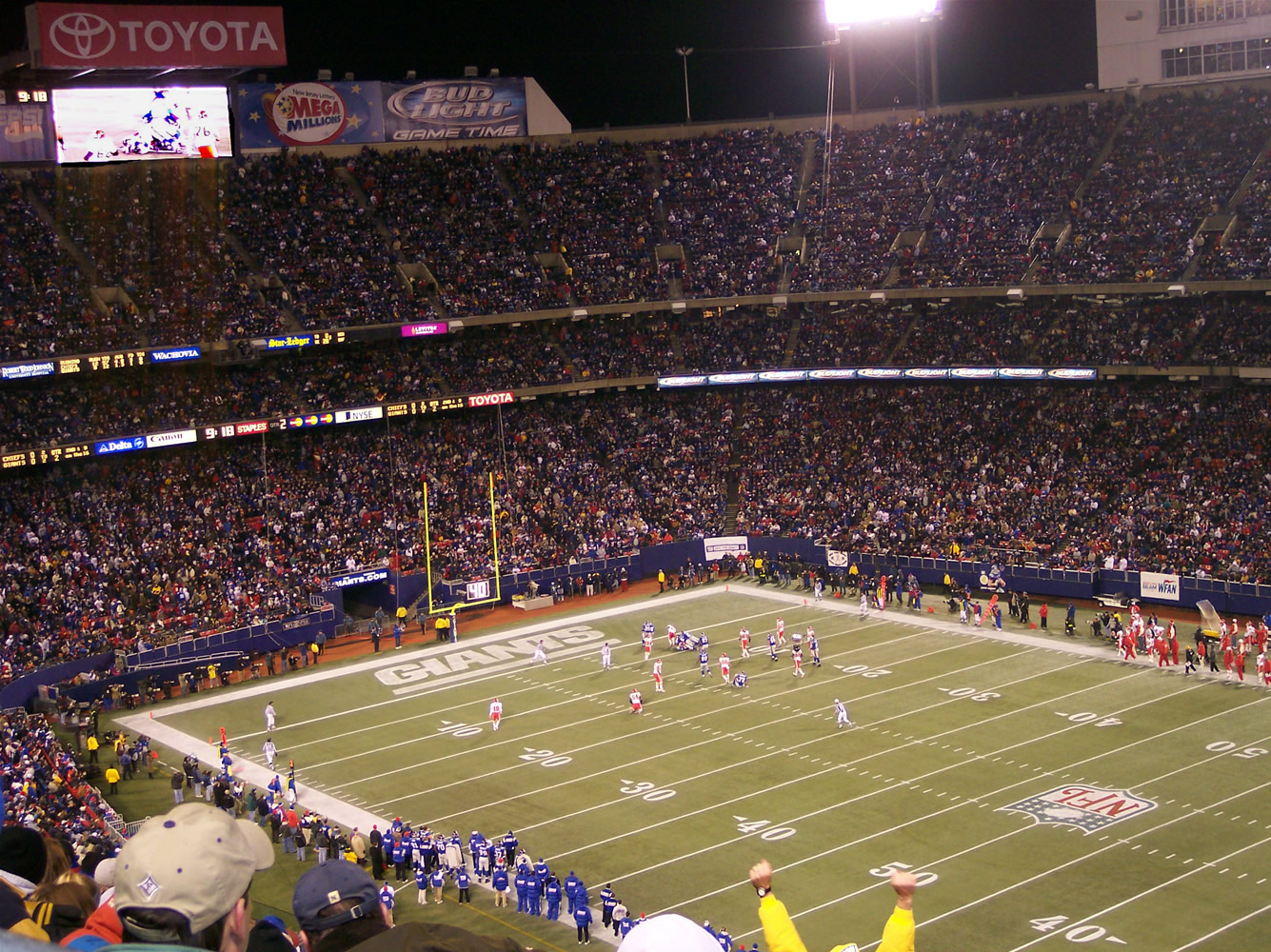
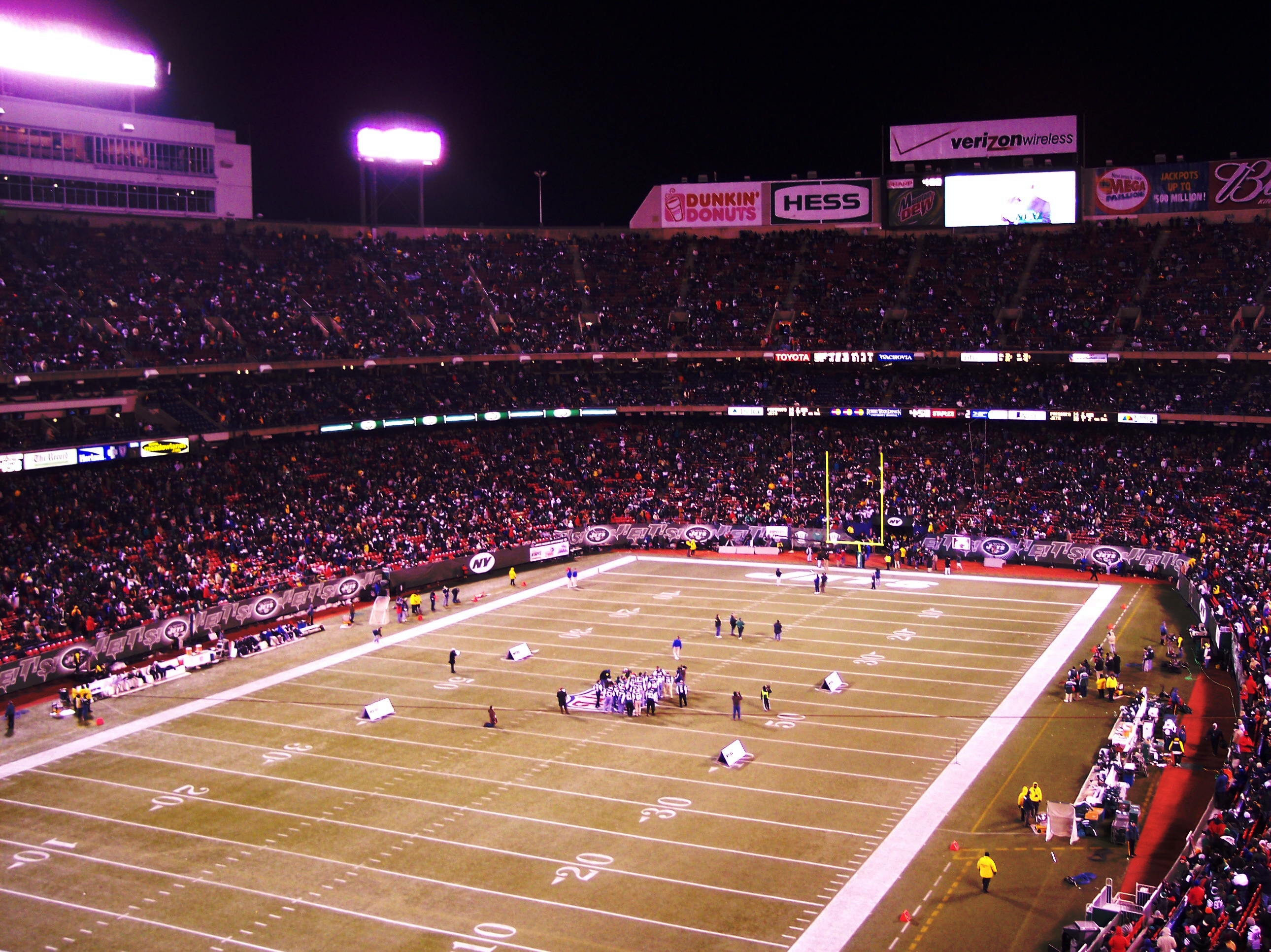
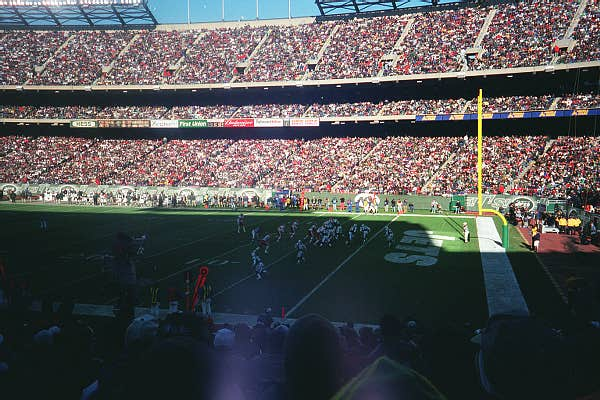
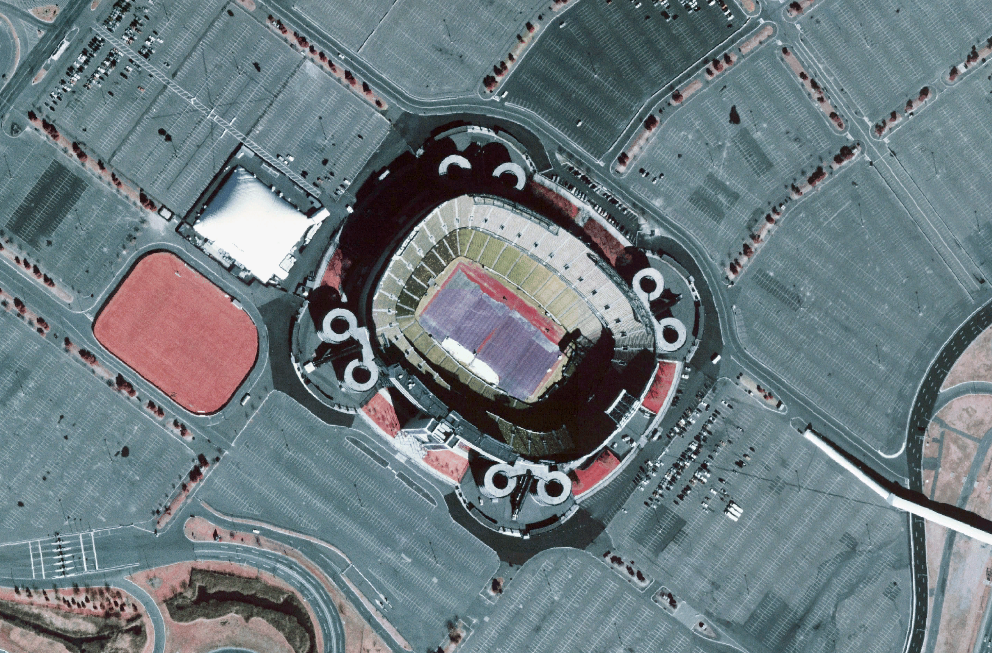